# Stubbekøbing Sogn
Stubbekøbing Sogn 
ist eine Kirchspielsgemeinde (dän.: Sogn)
auf der Insel Falster im südlichen Dänemark.
Bis 1970 gehörte sie zur Harde Falsters Nørre Herred im damaligen Maribo Amt, danach zur Stubbekøbing Kommune im Storstrøms Amt, die im Zuge der  Kommunalreform zum 1. Januar 2007 in der Guldborgsund Kommune in der Region Sjælland aufgegangen ist.

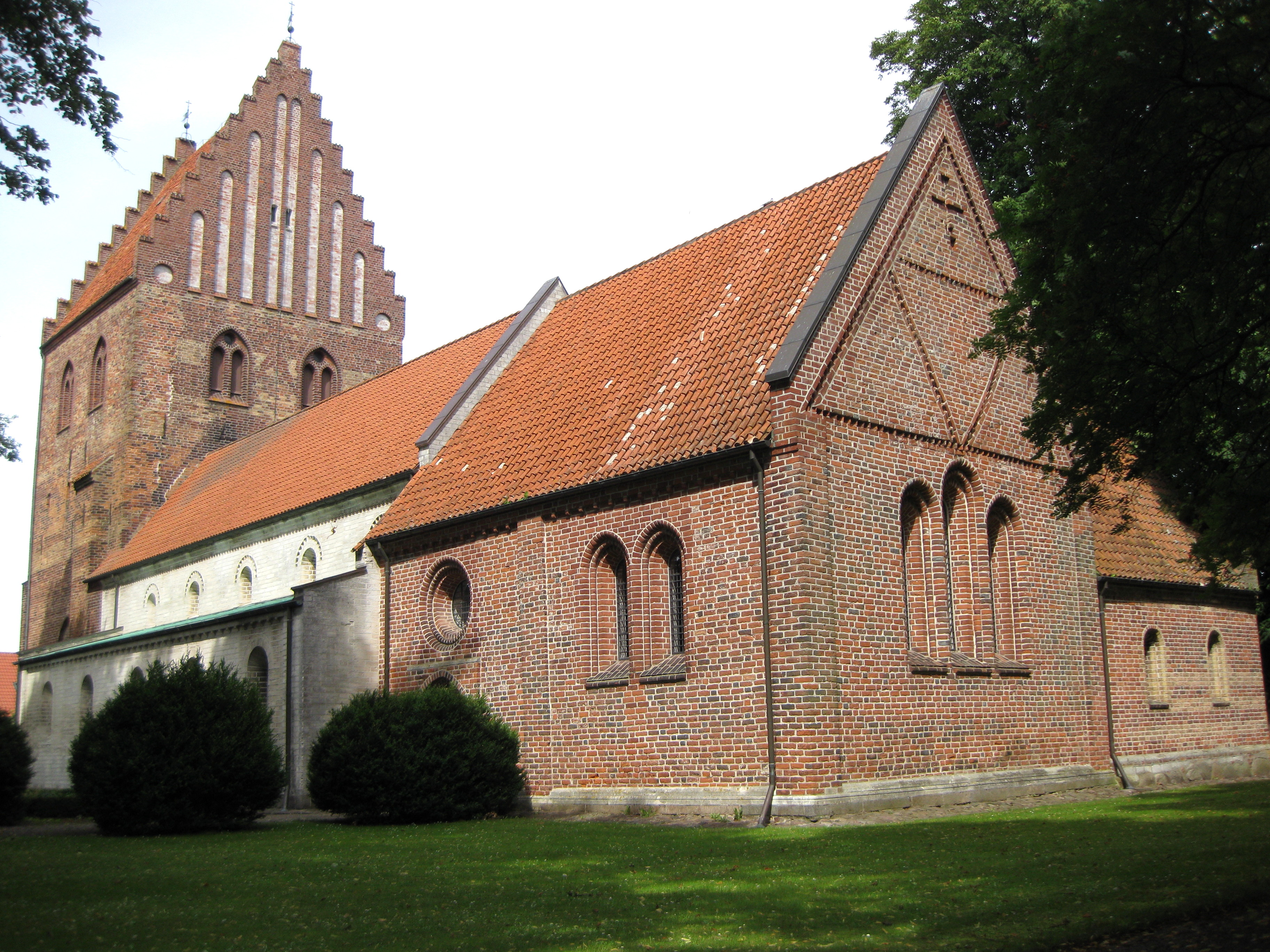
Stubbekøbing Kirke

Von den 2236 Einwohnern von Stubbekøbing leben 2118 im gleichnamigen Kirchspiel (Stand: 1. Januar 2023).
Im Kirchspiel liegt die Kirche „Stubbekøbing Kirke“.
Nachbargemeinden sind im Westen Lillebrænde Sogn, im Süden Maglebrænde Sogn und im Südosten Aastrup Sogn.